# Desa (gmina)
Desa – gmina w Rumunii, w okręgu Dolj. Obejmuje tylko jedną miejscowość Desa. W 2011 roku liczyła 4740 mieszkańców.